# Love Street
Love Street (укр. Вулиця кохання) — це пісня гурту The Doors, яка була видана разом з синглом Hello, I Love You на підтримку третього студійного альбому Waiting for the Sun восени 1968-го року. Пісня дуже мало транслювалась на радіо.
Пісня спочатку була поемою, яку написав Джим Моррісон про вулицю в районі Лорел-Каньйон в Лос-Анджелесі, штат Каліфорнія, де він жив з Памелою Курсон. Їхня адреса була Rothdell Trail дім №8021. Моррісон та Курсон назвали цю вулицю "Вулицею кохання", маючи на увазі те, що нескічена кількість хіпі рухалась цією вулицею впродовж кожного дня. У 2011 році балкон цього дому, сидіння на якому надихнуло Моррісона на складання цієї пісні, згорів. 